# Mohammed Mossadegh
Mohammed Mossadeq (pronúnciaⓘ), em persa: محمد مصدق, AFI: mohæmˈmæd(-e) mosædˈdeɣ; Teerão, 1880 – Ahmad Abad, 5 de março de 1967) foi primeiro-ministro do Irão entre 1951 e 1953.

## Biografia
Mossadegh nasceu em 16 de junho de 1882 na capital Teerã. Filho de uma família proeminente de altos cargos no governo, seu pai, Mirza Hideyatu'llah Ashtiani Bakhtiari, foi ministro das finanças sob a Dinastia Qajar, e sua mãe, Shahzadi Malika Taj Khanum, era neta do reformista Qajar príncipe Abbas Mirza, e bisneta de Fat′h Ali Shah Qajar.
Fez os seus estudos em Paris, na Institut d'études politiques de Paris e na Suíça, onde em 1913 se doutorou em direito pela Universidade de Neuchâtel.
Mossadegh lecionou na Escola de Teerã de Ciência Política no início da Primeira Guerra Mundial, antes de iniciar sua carreira política.

## Trajetória politica
Em 1921 foi nomeado ministro das Finanças. Desempenhou ainda a função de ministro dos Negócios Estrangeiros entre 1923 e 1925. Neste ano opôs-se ao golpe de Reza Khan, que tinha deposto o último membro da dinastia Qadjar, declarando-se xá. Em consequência do seu posicionamento, Mossadegh foi forçado a se retirar da vida política, tendo estado preso durante dois anos.
Mossadegh regressaria à política em 1943, ano em que foi eleito deputado, liderando uma força política nacionalista. Dois anos antes Reza Khan tinha abdicado a favor do seu filho, Mohammad Reza Pahlavi. Mossadegh não era comunista, mas um nacionalista que defendia o controlo por parte do Irão das suas riquezas petrolíferas. Neste sentido, opôs-se com sucesso à atribuição à União Soviética de uma concessão de petróleo na região norte do país. Era também favorável à nacionalização da Anglo-Iranian Oil Company.
Por causa da sua enorme popularidade, o xá do Irão teve que aceitar a sua eleição como primeiro-ministro do país em 1951. A 1 de Maio do mesmo ano o parlamento aprovou a nacionalização do petróleo, tendo sido extinta a Anglo-Iranian. Nesse ano a revista "Time" nomeou-o "Homem do ano" e Mossadegh era visto com o símbolo na luta antiimperialista. Em retaliação os britânicos orquestraram nos mercados internacionais um embargo ao petróleo iraniano com o objectivo de sufocar economicamente o país. Os Estados Unidos da América opuseram-se ao boicote por entenderem que ele poderia favorecer uma aproximação à União Soviética.
Esta situação, aliada ao desejo de Mossadegh em possuir mais poderes como primeiro-ministro, instalou uma crise entre Mossadegh e o xá. Foi então que os britânicos pensaram num plano para afastar Mossadegh do poder, no qual envolveram os Estados Unidos, agitando junto desta nação o fantasma de um suposto desejo por parte da União Soviética em controlar o Irão.
Em 15 de agosto de 1953, instigado pela CIA, o xá demitiu Mossadegh, o que provocou tumultos populares a favor do primeiro-ministro; o xá foi obrigado a abandonar o Irão, refugiando-se em Roma. Mossadegh permaneceu no seu cargo até 19 de Agosto, quando um golpe de estado instalou o general Fazlollah Zahedi como novo primeiro-ministro.
Mossadegh foi detido e condenado a três anos de prisão. Após a sua libertação viveu o resto dos seus dias sob prisão domiciliária, tendo falecido com cancro.

## Galeria de imagens

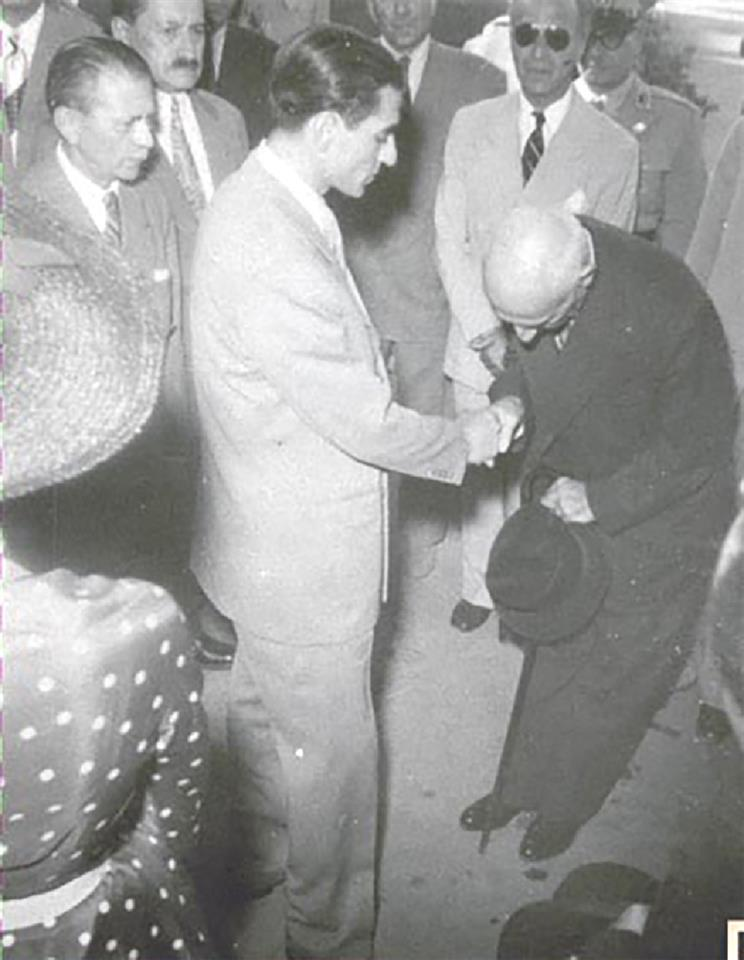
Mossadegh apertando as mãos do Xá Mohammad-Reza em sua primeira reunião após sua eleição como primeiro-ministro.
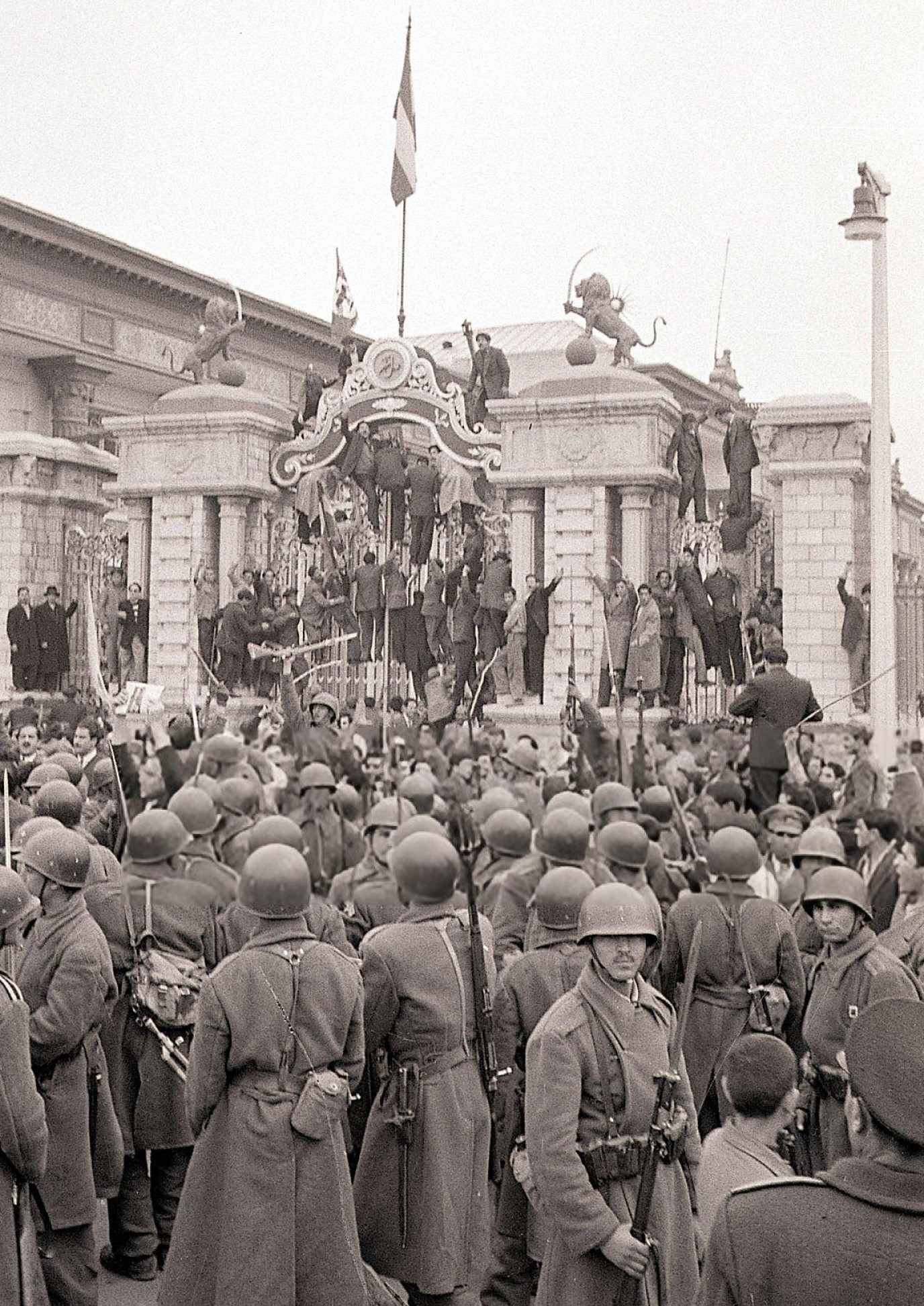
Soldados no Parlamento tentando derrubar Mossadegh
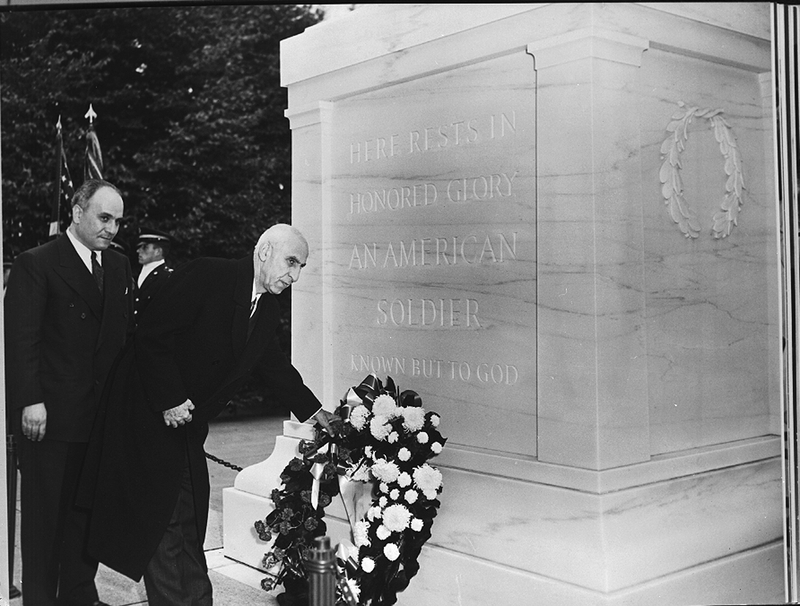
Mossadegh no túmulo do Soldado Desconhecido da Primeira Guerra Mundial no Cemitério Nacional de Arlington, na Virgínia.
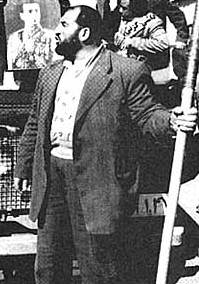
Shaban Jafari, vulgarmente conhecido como "o Shaban Brainless" em Teerã
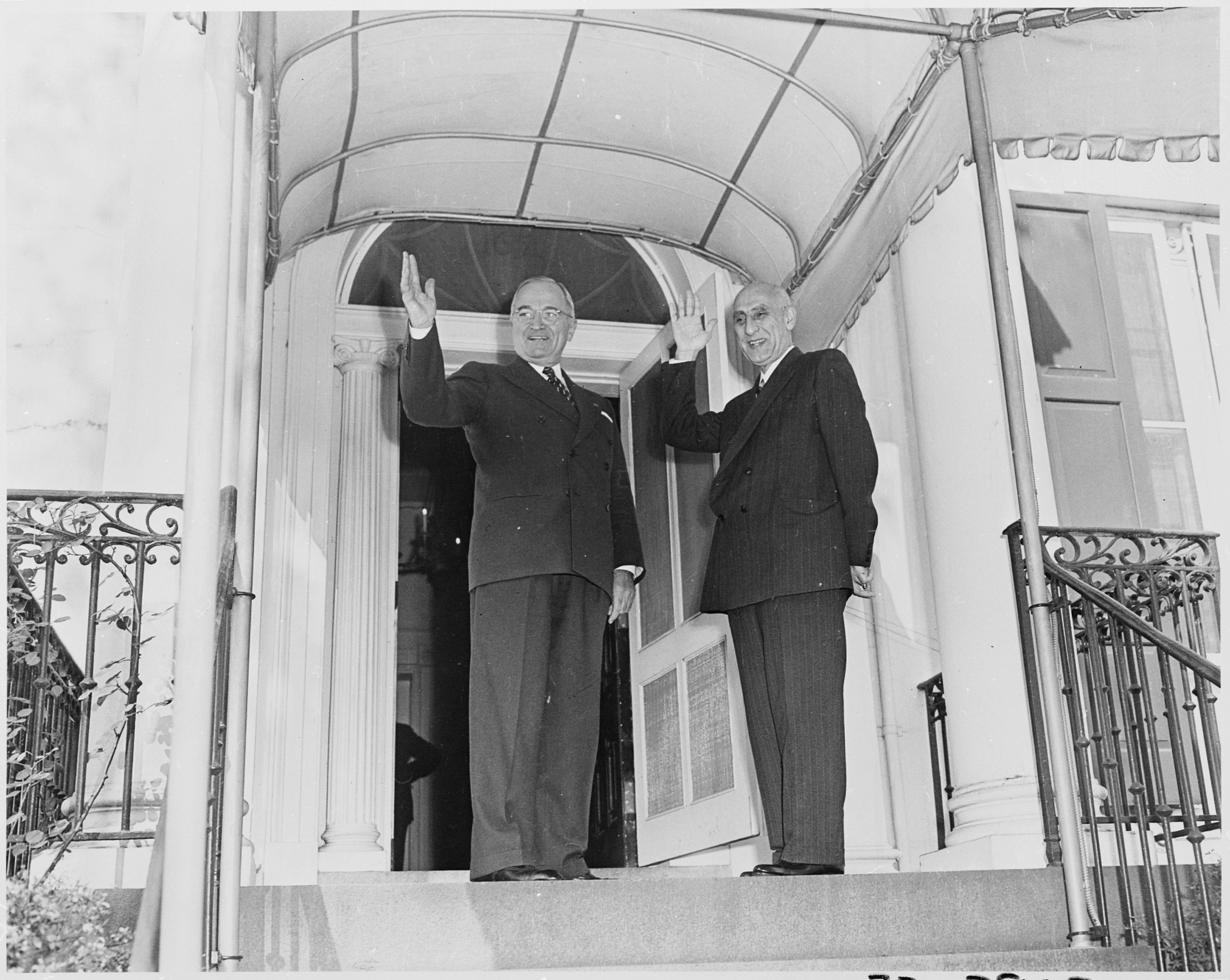
O primeiro-ministro com o presidente Truman